# Colliers Wood (Metropolitano de Londres)
Colliers Wood é uma estação do Metrô de Londres no Sul de Londres. A estação fica na linha Northern, entre as estações Tooting Broadway e South Wimbledon. Ela está localizada na esquina da Merton High Street (A24) com a Christchurch Road. A estação fica na Zona 3 do Travelcard.

## História
A estação foi inaugurada em 13 de setembro de 1926 como parte da extensão de Morden da City & South London Railway ao sul de Clapham Common.
Junto com as outras estações da extensão Morden, o edifício foi projetado pelo arquiteto Charles Holden. Eles foram o primeiro grande projeto de Holden para o Underground. Ele foi selecionado por Frank Pick, gerente geral da Underground Electric Railways Company of London (UERL), para projetar as estações depois de estar insatisfeito com os projetos produzidos pelo próprio arquiteto da UERL, Stanley Heaps. Construída com uma loja de cada lado, o projeto modernista assume a forma de uma caixa tripla de pé-direito duplo revestida em pedra de Portland branca com tela envidraçada de três partes na fachada frontal dividida por colunas cujos capitéis são versões tridimensionais do Roundel do Metrô. O painel central da tela contém uma versão grande do roundel. A estação é um edifício listado como Grau II.
A estação fica perto da garagem de ônibus Merton, inaugurada em 1913. A public house do outro lado da estrada é chamada de "The Charles Holden" em homenagem ao arquiteto da estação.

## Conexões
As rotas de ônibus de Londres 57, 131, 152, 200, 219, 470 e a rota noturna N155 atendem a estação.

## Galeria

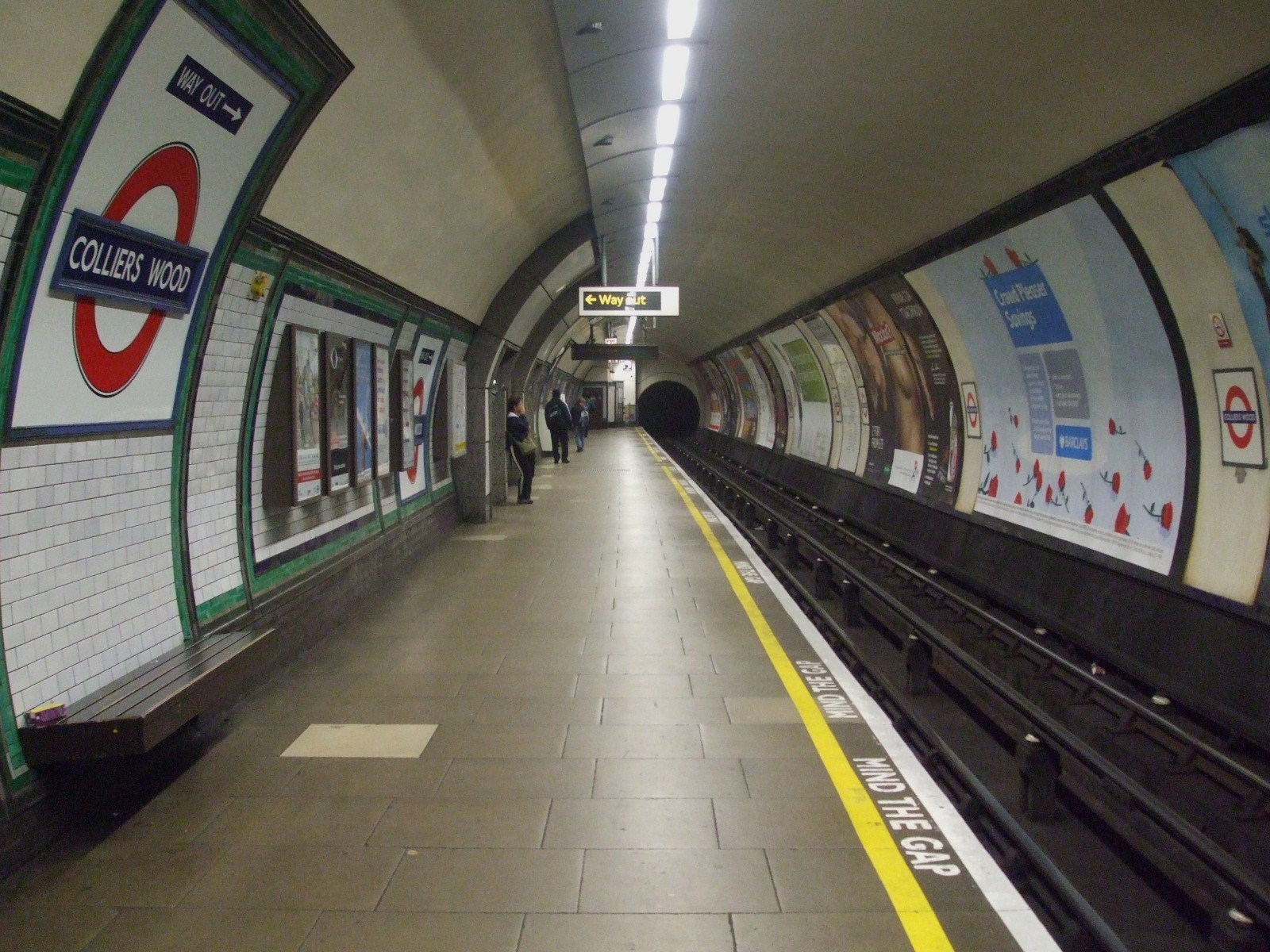
Plataforma ao norte olhando para o sul
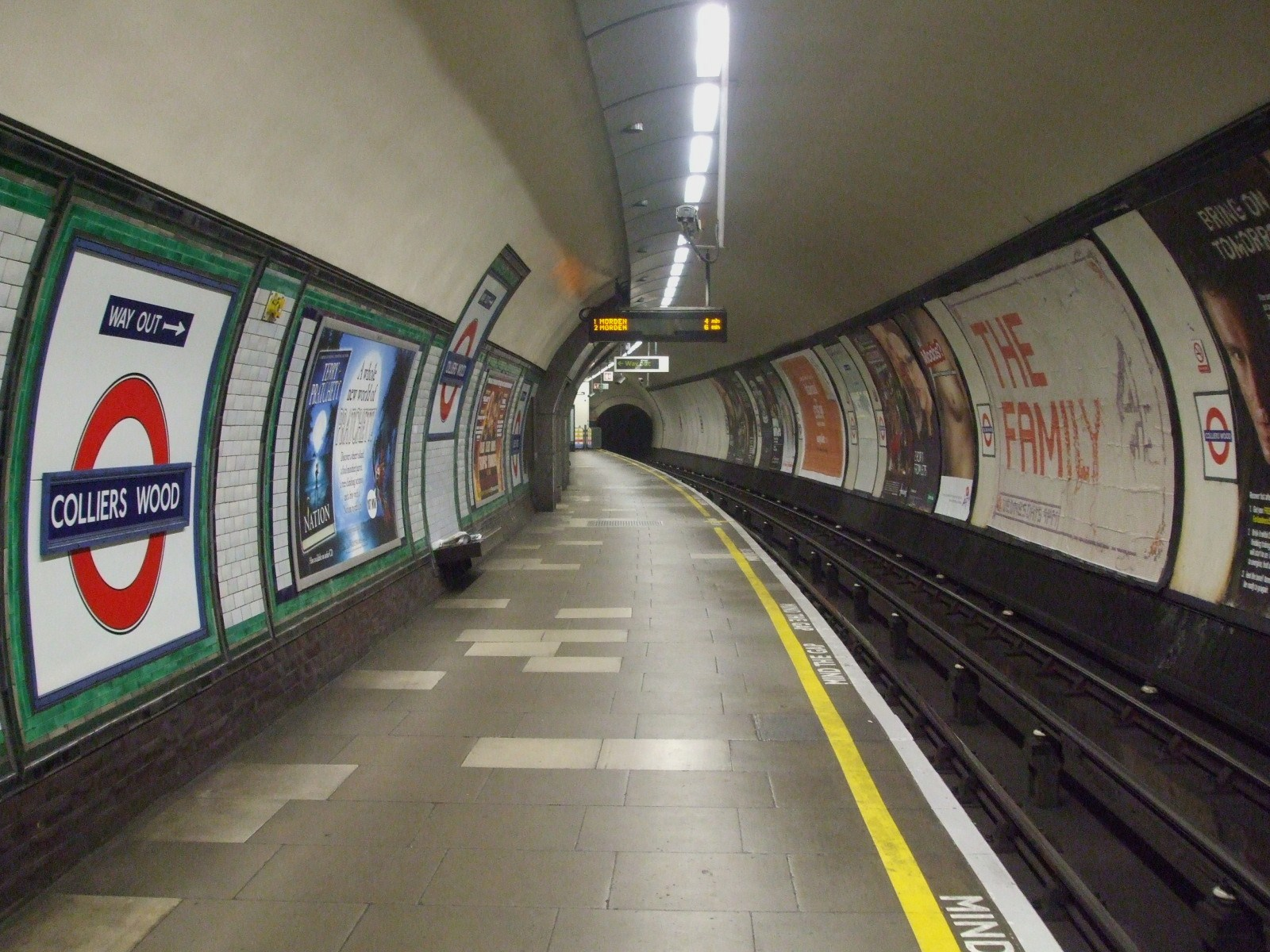
Plataforma ao sul olhando para o norte
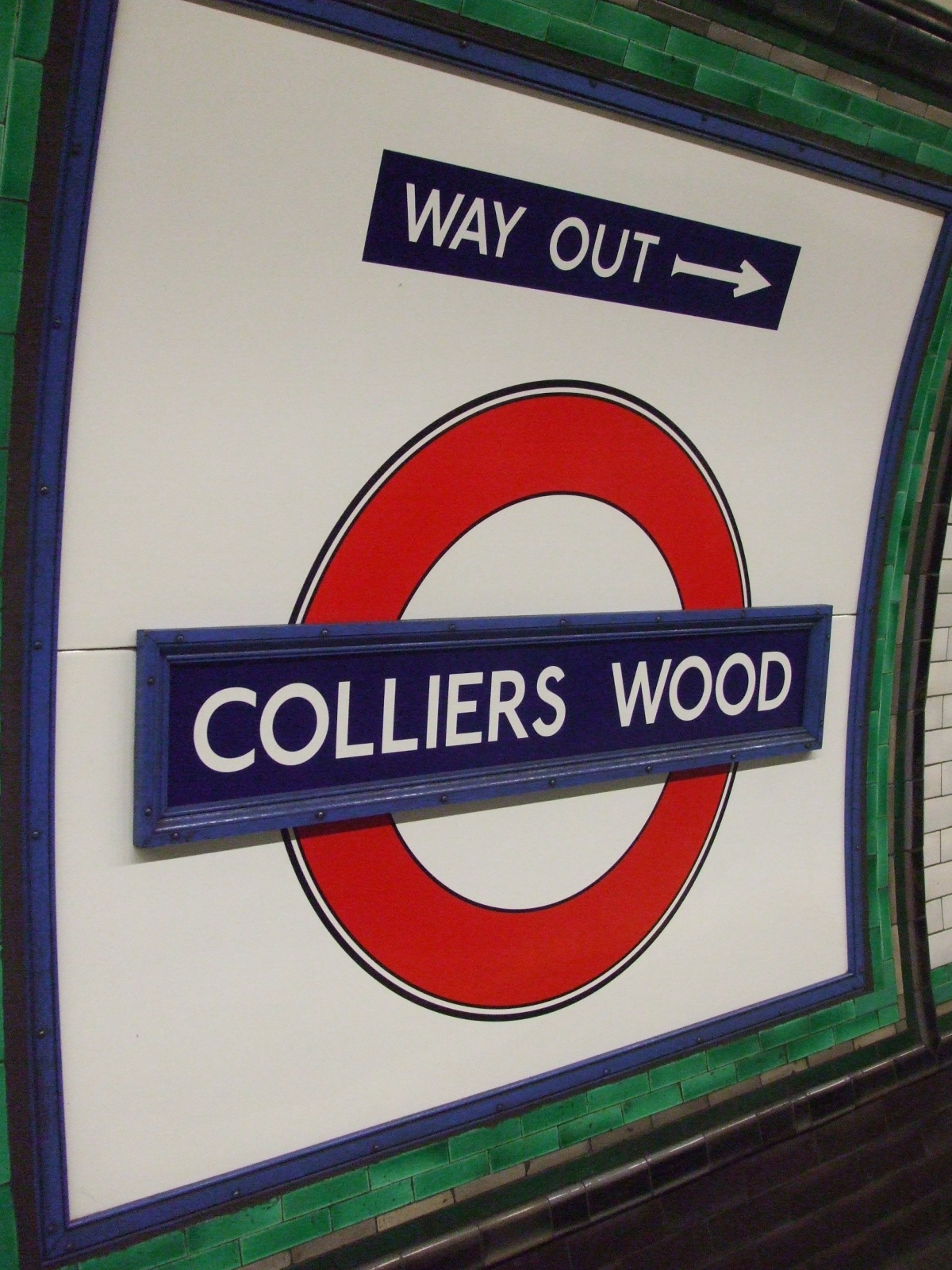
Roundel de plataforma da estação